# Kossi Efoui
Kossi Efoui (n. Anfoin, 1962 - ...) este un scriitor togolez.